# Roast
Een roast is een cabaretvorm waarbij een persoon op speelse wijze ten overstaan van een publiek door cabaretiers wordt beledigd. Het is de bedoeling dat de roastee, dat is de persoon waarop de roast slaat, zich van zijn of haar goede kant laat zien en het op zich af laat komen. Vaak wordt over de overige roasters ook kort een opmerking gemaakt voordat de roastee aan de beurt komt. Het fenomeen is populair wanneer politici of bedrijfsleiders worden geëerd. Zo krijgen ook hun tegenstanders de kans om eens voluit om hun leiders te lachen.

## Geschiedenis
De term zou ontstaan zijn bij de New York Friars' Club. In 1949 was Maurice Chevalier onderwerp van de eerste officiële roast maar het evenement zou al sinds 1910 in gebruik zijn. In 1974 had Dean Martin een serie roasts als onderdeel van The Dean Martin Show. Hierna pakte NBC het op als het zelfstandige programma Dean Martin Celebrity Roast, dat tot 1984 zou lopen. In de Verenigde Staten werd het concept later door Comedy Central gebruikt en in het Verenigd Koninkrijk door Channel 4. Daar werd in 2010 A Comedy Roast uitgezonden waarin onder meer Bruce Forsyth, Sharon Osbourne en Chris Tarrant geroast werden.    
Sinds 2016 kent het programma ook een Nederlandse versie; achtereenvolgens werden Gordon, Giel Beelen, Johnny de Mol, Ali B en Hans Klok geroast.